# Novostepanivka, Novomoskovsk
Novostepanivka (în ucraineană Новостепанівка) este localitatea de reședință a comunei Novostepanivka din raionul Novomoskovsk, regiunea Dnipropetrovsk, Ucraina.

## Demografie
Componența lingvistică a localității Novostepanivka
     Ucraineană (94,44%)
     Rusă (5,16%)
Conform recensământului din 2001, majoritatea populației localității Novostepanivka era vorbitoare de ucraineană (94,44%), existând în minoritate și vorbitori de rusă (5,16%).